# Eupithecia exactata
Eupithecia exactata is een vlinder uit de familie van de spanners (Geometridae). De wetenschappelijke naam van de soort is voor het eerst geldig gepubliceerd in 1882 door Staudinger.
De soort komt voor in de berggebieden van Centraal-Azië.